# Giovanni Gaggini

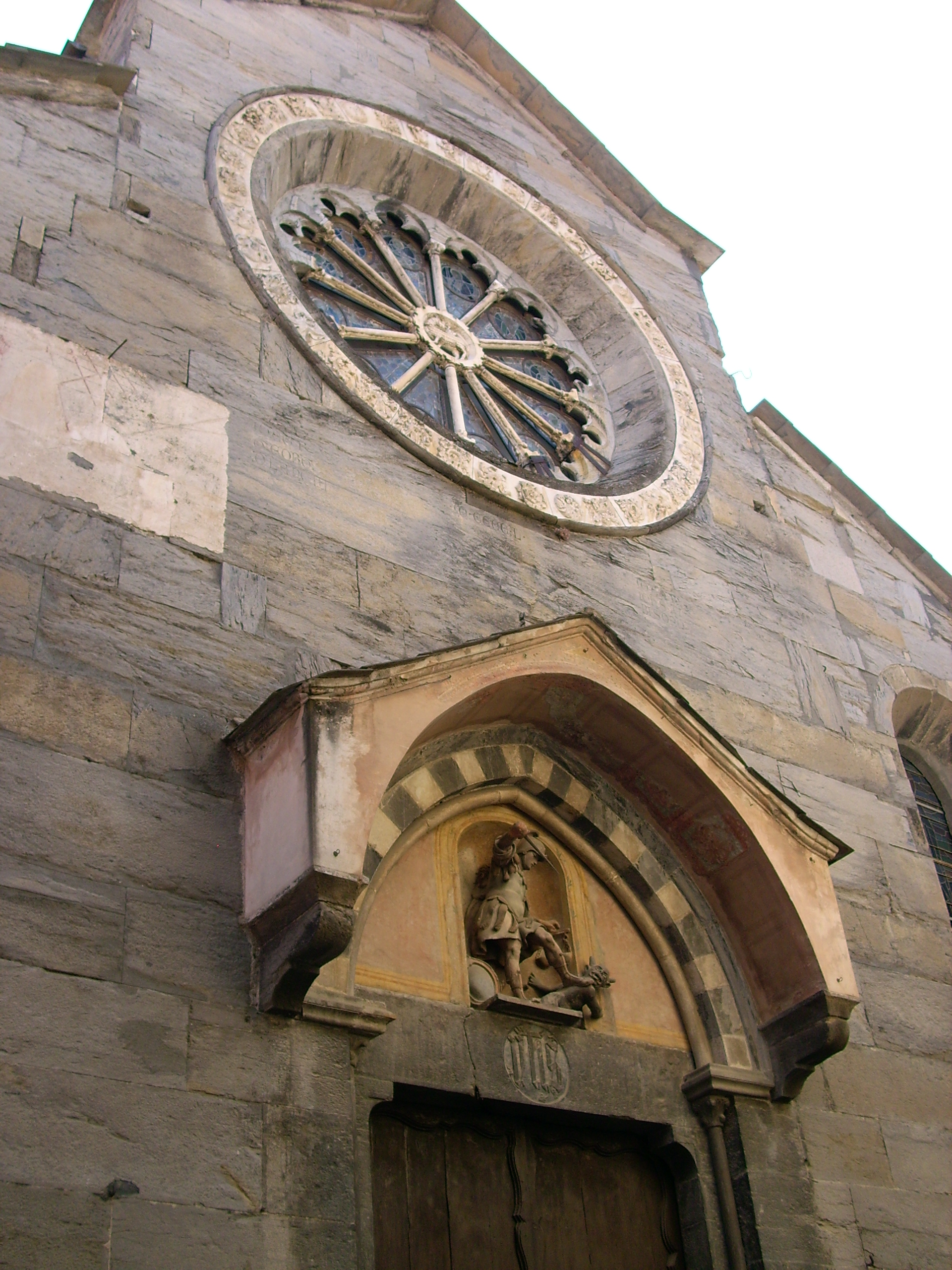
Fachada de la iglesia de San Miguel Arcángel de Pigna. El rosetón es obra de Giovanni Gaggini.

Giovanni Gaggini o Gagini (Bissone, c. 1430 - Mendrisio, 1517) fue un escultor y arquitecto renacentista, procedente del cantón del Tesino. Trabajó principalmente en Génova, donde su estilo fue muy imitado en patios y portadas, especialmente sus rosetones.
Hijo del escultor Beltrame, se formó en las obras de la Cartuja de Pavía. En 1448 se trasladó junto a sus padre a Génova, donde trabajó junto a Domenico Gagini y a Elia Gaggini en la decoración marmórea de la capilla del Bautista de la catedral de San Lorenzo. En 1450 trabaja en la fachada de la iglesia de San Miguel Arcángel de Pigna (Italia), donde labra el rosetón. En 1451 consigue el contrato, junto a Giovanni Riccomanno, para construir y decorar en mármol el portal de la sacristía de la iglesia de Santa Maria di Castello de Génova.
En 1457 labró el portal del palacio de Giorgio Doria (Doria Quartara). Gracias al contrato de esta obra se sabe que antes Gaggini había trabajado en la decoración del cercano palacio de Benedetto Doria fu Paolo. Quizá también trabajó en el portal del palacio de Brancaleone Grillo (hoy palacio Serra), obras que tomó como modelo para la de Giorgio Doria. En 1465 diseñó la decoración en mármol de la capilla Fieschi de la catedral de Génova. De esta obra, sólo se conserva un arco, adosado a la capilla De Marini.
Se le atribuyen dos portales de la iglesia de San Bartolomé de la Cartuja (Génova), labrados hacia 1470 y conservados hoy en el Victoria and Albert Museum de Londres. Entre 1486 y 1488 esculpió dos relieves, uno para el Palazzo della Ragione de Lerici y otro para el fuerte de Bastia (Córcega).
Otras obras genovesas fueron la construcción de la capilla de San Leonardo en la basílica de Santa Maria delle Vigne, donde trabajó entre 1488 y 1490. También trabajó en la hoy destruida iglesia de Santa Maria della Consolazione allo Zerbino de Génova.
En 1495 esculpió la balaustrada de la iglesia de Nuestra Señora en Caprafico, cerca de Nervi.